# Regiunea Pemba North
Pemba North este o regiune a Tanzaniei a cărei capitală este Wete. Situată pe insula Pemba, are o populație de 216.013 locuitori și o suprafață de 574 km2.

## Subdiviziuni
Această regiune este divizată în 2 districte:
- Wete Pemba
- Micheweni Pemba